# カーエアコン
カーエアコンとは、自動車に装備されているエア・コンディショナーである。

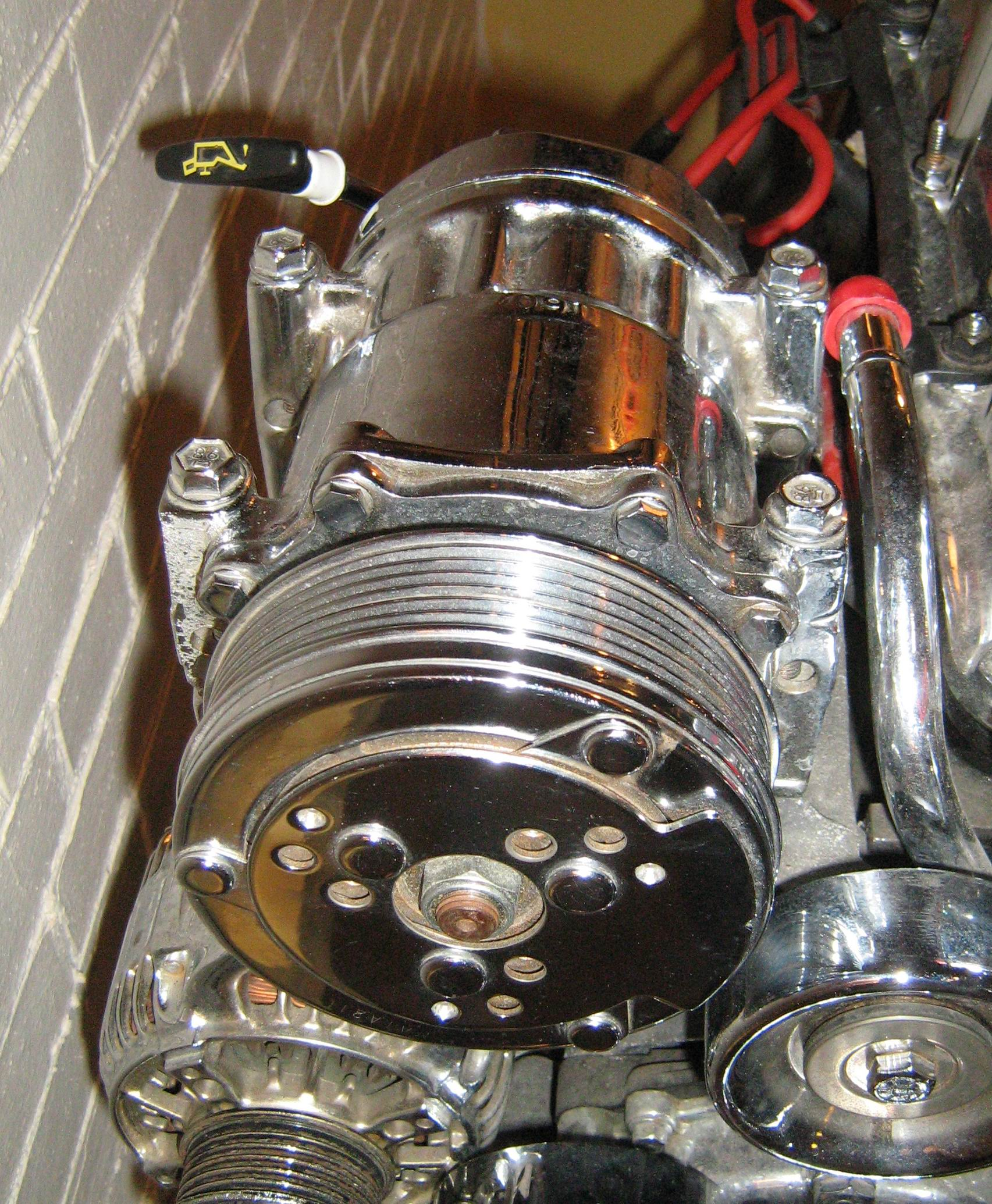
自動車用コンプレッサーの一例

## 概要
初期の車載エアコン装置は、カーヒーターやカークーラーといったかたちで独立して装備されており、温度調節の機能はほとんど存在しないことが一般的であった。
その後、ヒーターコアとエバポレーターを通過する空気（温風と冷風）を混ぜ合わせる方式が考案され、両者の分量を変えることで幅広い温度域に対応でき、かつ、雨季や冬季でも除湿暖房が行えるようになった。
暖房は電動車（ハイブリッドカー）を含む水冷エンジン搭載車であれば、冷却用のロングライフクーラントをヒーターコアに引き込むだけで良く、空冷エンジンであれば排気マニホールドに設けたヒートエクスチェンジャーや燃焼式ヒーターからの温風を室内に導入する。燃焼式を除きエンジンの排熱が利用できることから、熱帯地域向け以外の自動車には古くから広く普及していた。原動機の廃熱を利用できない電池式電気自動車（BEV）では、一部に電熱線でヒーターコア内の水を温めるものがあるが、ヒートポンプによる冷暖房が主で、極寒時の補助として、体が触れるところに電熱線を用いたシートヒーターやステアリングヒーターを採用している。
暖房に比べ冷房の普及が遅れた理由には、蒸気圧縮冷凍サイクルを利用しなければならないことがあった。初期にはアンモニア、その後は代替フロンを含むフロン類が冷媒として長く使われてきた。冷媒の圧縮に不可欠なコンプレッサーの駆動は基本的に走行用のエンジンにより行われるが、バスでは専用のサブエンジンを用いるものもある。多くの電動車（電池式電気自動車とハイブリッドカー）では、エンジンの有無や稼動状況に左右されない電動インバーターコンプレッサーを採用している 。

### 利点
カーエアコンの冷温風、とりわけ冷房サイクルを通して供給される乾燥した送風により、フロントガラスやサイドガラスの曇り取りや霜取りを行う機能も持たせられている。

### 欠点
冷房の場合はエンジンの回転でコンプレッサーを稼動させるため、エンジンの負荷が増え、排気量が小さいほど加速が鈍り、結果燃費も悪化する。馬力換算では数馬力から十数馬力のロスとなる。コンプレッサーを作動させる際にはアイドリング回転数を何割か上昇させるアイドルアップが行われるため、流体継手やトルクコンバータを介したトランスミッションではクリープ現象もより強力に働く。
普通車の場合、1 kW - 3 kW（1 - 4馬力）程度の負荷が掛かり、冷暖房能力としては3 kW程度である。 
暖房の場合は、ガソリンやディーゼル車はエンジンの排熱を利用し、冷房に比べて消費電力はわずかであり、燃費が目立って悪化することはないが、オートエアコンなど、場合によっては、暖房時に窓の曇りを防ぐために、除湿運転を同時に行うものもある。この場合、コンプレッサーの作動で燃費は冷房の時のように悪化する。この除湿運転を解除できるかどうかはその車種次第である。一部の電気自動車では暖房に電熱を用いるため、電費は冷房以上に著しく悪化する。

## 操作
画像はマニュアル式カーエアコン操作部の一例である（初代ホンダ・フィット。以下、当該車種の取扱説明書をもとに解説する）。下に3つ並んだダイヤルスイッチのうち、左から「吹き出し口切り換えダイヤル」、「ファンスピード切り換えダイヤル」、「温度調節ダイヤル」、上の中央が「内外気切り換えレバー」、その右が「エアコン・コンプレッサースイッチ」 (A/C) である。上の左のスイッチはエアコンとは無関係なリアウィンドウの熱線デフォッガースイッチである。
吹き出し口の切り換え
「吹き出し口切り換えダイヤル」を回して風の吹き出し口を切り換える。上の画像の場合、左下から時計回りに「上半身」、「上半身および足元」、「足元」、「足元および窓ガラス」、「窓ガラス」の順で切り換える。冷房時は「上半身」に、暖房時は「足元」に合わせる。
窓ガラスの曇りを取る際は「窓ガラス」「外気」「A/C入」とする。設定温度を低くし過ぎると、逆に窓ガラスの外側が曇る原因となる。窓ガラスに付着した霜を急速に除去する際は「窓ガラス」「内気」「高温」とする。霜除去ののち「外気」に切り換えて曇りを防止する。
ファンスピードの切り換え
「ファンスピード切り換えダイヤル」の数字が大きいほどファンスピードが速く（風量が多く）なる。「OFF」にするとファンが停止する。
温度の調節
「温度調節ダイヤル」を左右に回すことで、吹き出す風の温度を調節する。左（青色）側に回すと低温、右（赤色）側に回すと高温になる。低温側に回しても「A/Cスイッチ」が「切」の場合は吸気した内気・外気以上には冷えないため、事実上の送風運転になる。
A/C 内気・外気の切り換え
「内外気切り換えレバー」の左右で「内気循環」・「外気導入」を切り換える。急速に冷暖房するとき、あるいはトンネル内を走行中であったり、渋滞に遭遇した場合など、車外の空気の汚れが気になる際は「内気循環」（レバー左位置）にする。窓ガラスの曇りや車内の酸素濃度低下の原因となるため、通常は「外気導入」（レバー右位置）とし、車外の空気を導入することが望ましい。
エアコン・コンプレッサーの入・切の切り換え
「A/Cスイッチ」を押すごとに、エアコン機能「入」・「切」が切り換わる。「入」にすると、表示灯が点灯する。冷房時はもちろん、梅雨時・暖房時にもエアコン機能を「入」にすることで、除湿効果が期待できる。

## 歴史
カーエアコンの歴史はアメリカ車やドイツ車で、第二次世界大戦以前から始まった。

### アメリカ車

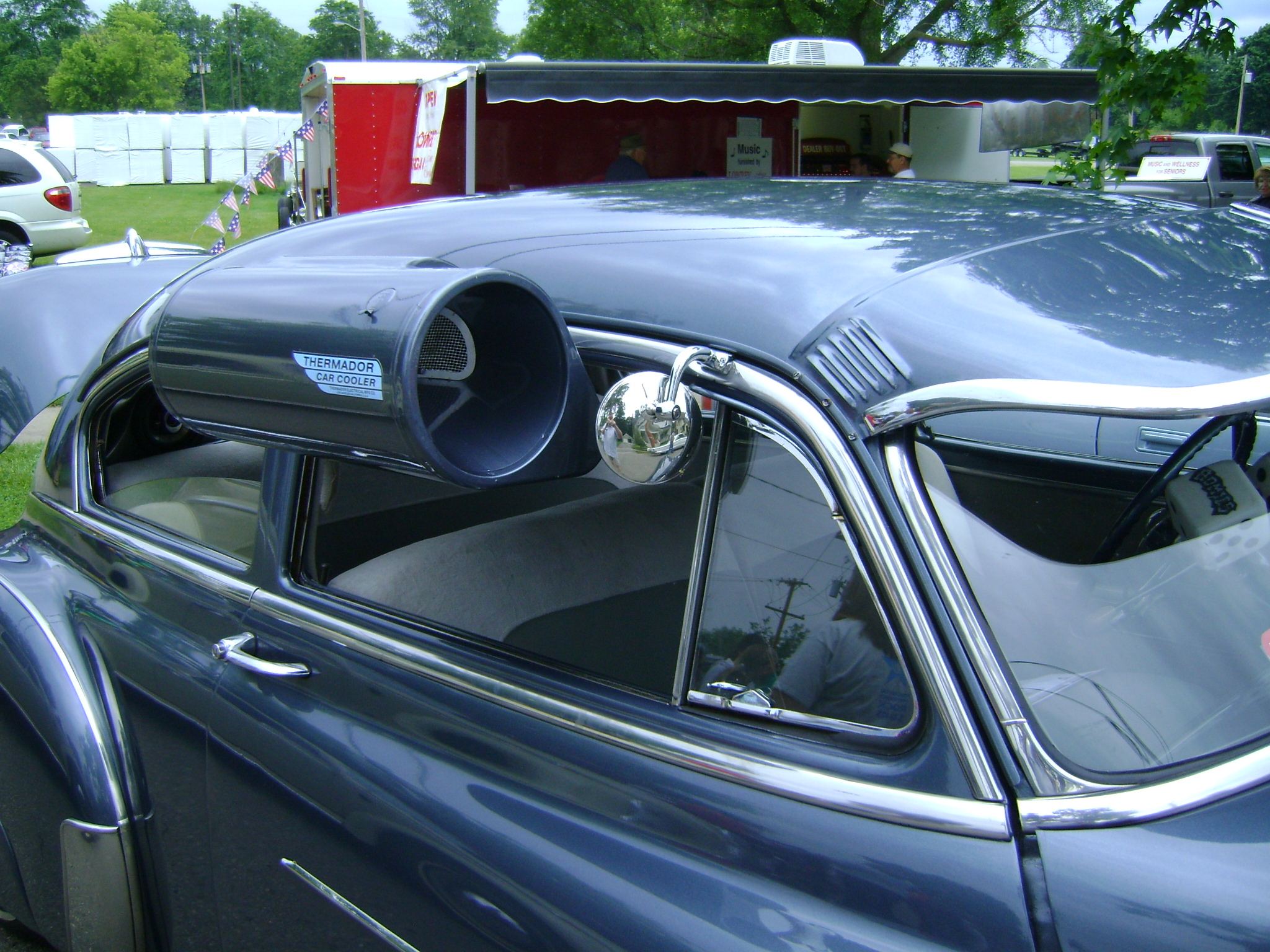
アメリカにおける初期のミスト式カークーラー。水を蒸発させ気化熱を奪うことで冷気を得る簡略な装置で、コンプレッサー式カークーラーの発達以前には比較的実用性の高いものであった

アメリカ車は1930年代にミスト散布の原理を用いたカークーラーの導入が始まり、1939年にパッカード製自動車がコンプレッサーを用いた冷房装置が採用したが、冷却機能の調整面において課題を残していた。この時代のコンプレッサー式カークーラーはトランクをほぼ丸ごと占有するほど巨大で戦前はあまり普及しなかった。
同時期の1937年、中級車メーカーのナッシュ・モーターズは家電メーカーのケルビネーターと合併、ナッシュ＝ケルビネーターとなったが、1938年に早速ケルビネータ―の熱交換技術を応用し、エンジン冷却水を室内のごく小さなラジエーターに導入することで温風を生む本格的カーヒーターを、世界で初めて自社の自動車に搭載する。この温水式ヒーターシステムは、翌年にサーモスタットを利用した、自動式の暖房温度調節機能を備えるようになり、「ウェザーアイ」(en:Weather_Eye) の商標を与えられた。ウェザーアイのシステムは、実用性の高いカーエアコンに発展する基礎となった。
第二次大戦後の1954年、ナッシュ社がナッシュ・アンバサダー (en:Nash Ambassador) のオプションとして設定した「オール・ウェザーアイ」All Weather Eyeは、温水式ヒーターとトランク内蔵型コンプレッサー式カークーラーを一つにした、世界初の統合カーエアコンシステムとなった。このAll Weather Eyeはナッシュ＝ケルビネーターの後裔アメリカン・モーターズの正規オプション品となったが、システムとしての完成度が高かったうえ、当時としては比較的低価格でオプション提供され、競合するビッグ3メーカーが急遽対抗製品の開発を強いられる結果となり、以後のアメリカ車におけるカーエアコンシステムの代名詞的存在となった。
アメリカ車は1950年代から1960年代に掛けてかなりの割合でクーラー・ヒーターを含むカーエアコンが導入された。ヨーロッパ諸国や日本の自動車メーカーも基本システムではアメリカ車を追随し、ダッシュボードにコントロールシステムを組み込んだエアコンディショニングシステム搭載が世界的に標準化した。

### ドイツ車
ドイツ車においては黎明期のポルシェやフォルクスワーゲン・ビートルなどの空冷式エンジンの車種においてマフラーの熱を室内に導入するヒートエクスチェンジャーの導入が始まり、自動車におけるヒーター装備の嚆矢となった。特に、自動車用空冷エンジンの主流となったブロワーファンによりエンジンブロック内部に大量の冷却風を取り込む強制空冷式エンジンは、冷却風の一部を車内に導入するベンチレーターを装備してヒーターの代用とする例もあった。このような空冷式エンジン車のヒーターはエンジンの廃熱を効率よく利用できる反面、エンジンの回転数や外気温によっては十分な暖房効果が得られにくく、シリンダーやキャブレターなどの接合状態があまり良くない場合には、温風に燃料やエンジンオイル、あるいは排気ガスの臭いが混ざる場合があることが欠点であった。
ドイツの空冷車には地域によっては初期のアメリカ車と同様にミスト散布式カークーラーが装備される場合もあり、その後1960年代から1970年代にかけてカーエアコンが装備された。

### 日本車
量産型の日本車で、外国車並みの温水式ヒーターを初搭載したのは1955年（昭和30年）の初代トヨタ・クラウンであった。1958年（昭和33年）に登場したスバル・360はヒートエクスチェンジャー形式のヒーターが装備された。この時代までは冷房は走行風による単純な外気導入や三角窓の利用、暖房は水冷車では後付け式のモーター付き温水ヒーター、空冷車ではヒートエクスチェンジャー又は単純なエンジン冷却熱風取り込み構成が主体であった。この時代のヒーターは足下のみから温風が出るセミエアミックスタイプのヒーターが主流で、実用上の必要からデフロスター配管が為される事例もあった。
同時期ヤナセは日本製では初となるカークーラーを開発した。形態は吊り下げ式で、「ゼネコン」の商標で1955年（昭和30年）より販売を開始した。

サンデン製"ロータリー"カークーラー。室内側ダッシュボード吊り下げ式ユニット。1970年代に普及した後付けカークーラーの代表的な形態である。

1970年代に入ると、簡易設計が多かった軽自動車も排ガス規制への対策から2ストローク機関から4ストローク機関へ転換が進み、同時に冷却方式も空冷から水冷へと移った。このため、軽自動車でも技術的には普通車同様な暖房システムに移行した。
この時期と同時にメーカー（販売店）オプションとしてカークーラーの導入が進められた。
このカークーラーは構造そのものは現在のカーエアコンの冷房装置とほぼ変わらぬものであるが、現在の車ではダッシュボードの内部に配置するエバポレーターやブロワーモーターなどクーラーの構成部品が一体化され、これをグローブボックスの位置にはめ込むか別の筐体としてダッシュボード下に吊り下げるものであった。こうしたタイプの吊り下げ式カークーラーは必ずしも自動車部品メーカーの手により生産されるもののほかに、一般の家電メーカーが主体となって開発された後付け品も多数存在した。
今日のようなヒーター・クーラー双方からの風を混合する温度調節機能を備えたカーエアコンは、1970年代後半から1980年代に一般化した。1980年代の大衆車はカーエアコンは販売店オプション扱いのものがほとんどで、この時代のカーエアコンは送風温度を手動で微調整するマニュアルエアコンで、この時代の一部車種には室内温度センサーや日射センサーによって室内の温度を自動調整するオートエアコンは、一部のスポーツカーや高級車に装備されるに留まった。

### モータースポーツにおけるエアコン
当初はエアコン装備による重量増や、エアコンをかけることによるパワーロス・燃費の悪化が発生するため「搭載しない」のが当たり前であった。
現在もエアコンを搭載しない車両は少なくなく、クールスーツと呼ばれる特殊な装備で空調はしないもののドライバー周辺を冷やすもので代用することも多いが、長丁場になる耐久レースなどで搭載する例が増えている。
屋根のある車両は走行時に車内へ新鮮な外気を導入しても車内に熱がこもりやすい。ドライバーの装備は安全対策として真夏であっても首から下はレーシングスーツなどで全身を覆い、さらに頭部はヘルメットを着用しているためおのずと熱がこもりやすい。暑さによるドライバーの集中力低下や脱水症状の可能性が高まり、リタイヤや自分自身や他車を巻き込んだクラッシュのリスクが高まる。
エアコンを搭載することで重量が増えたりパワーロスは避けられないものの、それでもドライバーが長時間運転に集中しやすくするために搭載される。WECのように、車内室温を常に一定以下にすることをルールで定めている場合もあり、その場合は事実上エアコン、あるいはそれに準じた仕組みを搭載しなければならない。

### スーパーカー
かつて性能を重視したスーパーカーではエアコンレスが多かったが、近年は快適性を重視してごく一部のモデルを除き標準装備となっている。
ランボルギーニは元来エアコンを製造しており、当初から自社製のカーエアコンを標準装備していることがセールスポイントのひとつであった。

## 冷媒
カーエアコンはフロン12 (R12) が冷媒として用いられたが、1990年代に入るとフロンによるオゾン層破壊が環境問題として取り上げられた影響で、R12からR134aへの切り替えが行われた。先進国での製造禁止が法制化された影響でR12ガスの入手が困難となった事から、パッキン類やレシーバータンクの交換を行った上でR134aへの転換を行うレトロフィットや、従来のR12エアコンにそのまま投入可能な代替R12ガスといった製品が広く普及していくことになった。
2013年1月からはGWP:150以下の冷媒の使用を義務付ける欧州連合 (EU) の法律を順守するためにHFO-1234yfへの切り替えが始まったが、ダイムラーなど一部のメーカーはHFO-1234yfが可燃性ガスで衝突時などに引火しやすい点を問題視し、R134aの使用を続けている。